# Ergasilus magnicornis
Ergasilus magnicornis is een eenoogkreeftjessoort uit de familie van de Ergasilidae. De wetenschappelijke naam van de soort is voor het eerst geldig gepubliceerd in 1949 door Yin.